# Klaroen (groente)
Klaroen is een bladgroente die in Suriname regelmatig gegeten wordt. Het zijn de bladeren van een zestal soorten van het geslacht Amaranthus. De plant wordt ook wel bayam of Chinese spinazie genoemd.
Het zijn planten met lang-gesteelde bladeren. Op een gunstige plek kunnen zij meer dan een meter hoogte bereiken.
- A. spinosus -- smakelijk, maar nogal stekelig
- A. lividus -- de kleinste soort, komt op de markt en wordt mogelijk gekweekt → blitum
- A. dubius -- wordt geteeld en komt geregeld op de markt

De andere drie komen voor in het Surinaamse binnenland:
- A. caudatus
- A. tricolor
- A. gracilis → viridis

## Voeding
Klaroen wordt gegeten als bladgroente. Het wordt bereid als spinazie of geroerbakt en gegeten met zoutvlees,  vaak in combinatie met rijst. Ook in Chinese gerechten wordt klaroen gebruikt. Jong blad wordt ook verwerkt in salades. 
De groente bevat veel antioxidanten en weinig verzadigde vetten. Bovendien is de groente rijk aan vitamine A, vitamine B6 en vitamine C. Ook bevat ze veel mineralen, waaronder calcium, folaat, fosfaat, ijzer, kalium, koper, magnesium, mangaan en zink. 

## Beeldgalerij

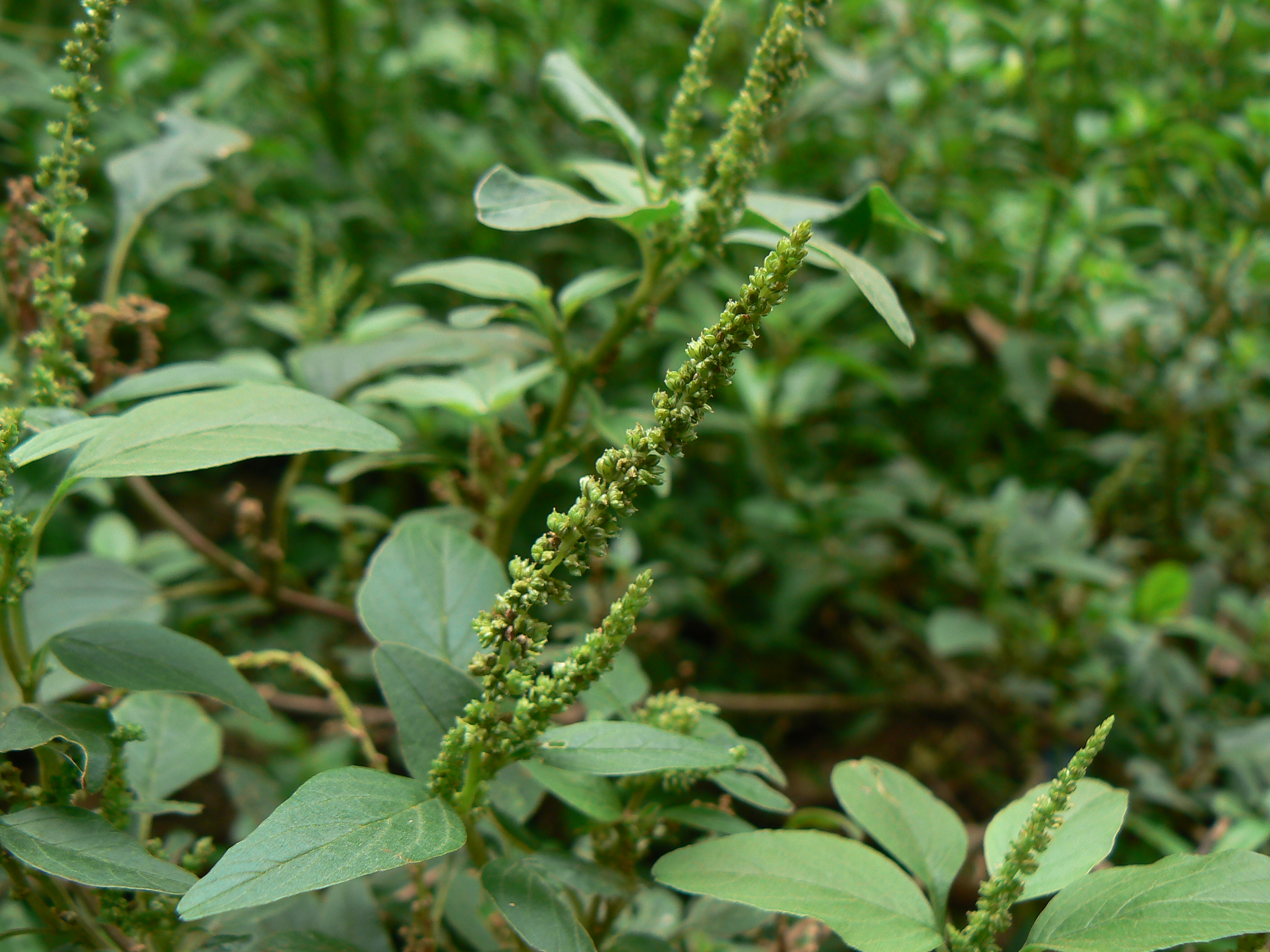
Amaranthus spinosus
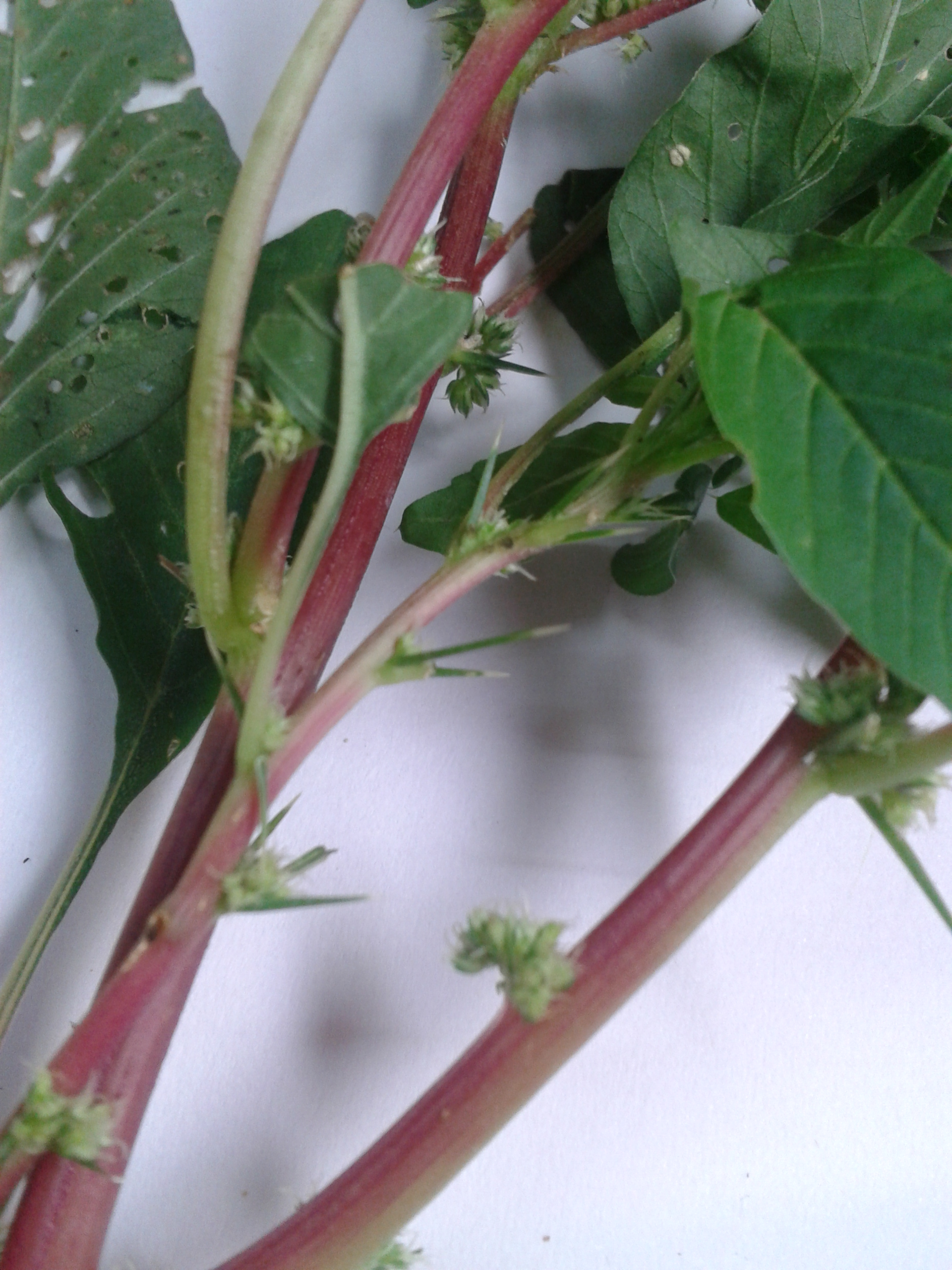
Amaranthus spinosus
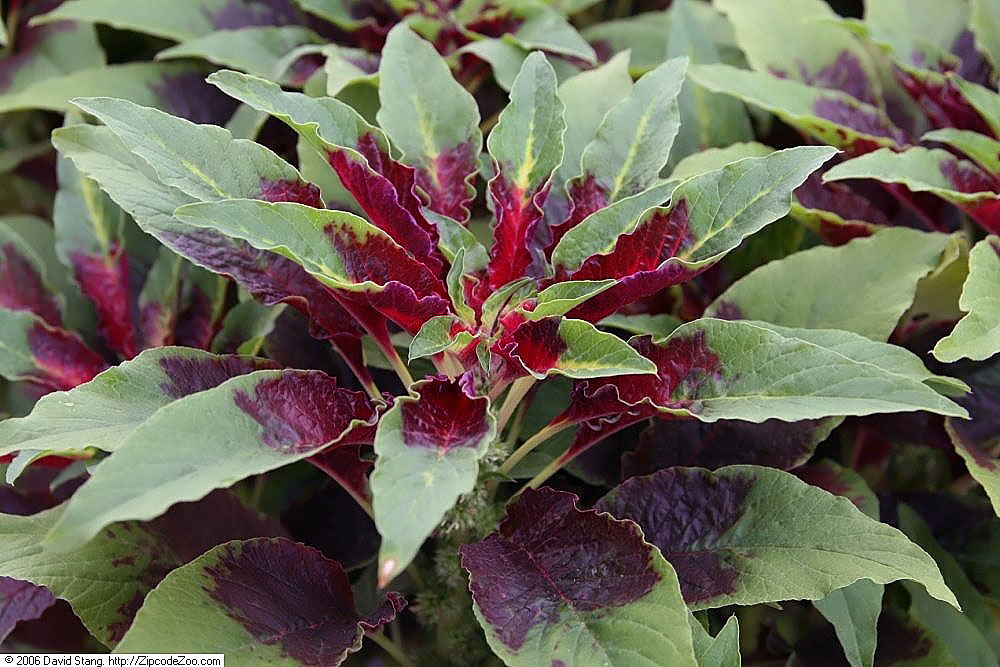
Amaranthus tricolor
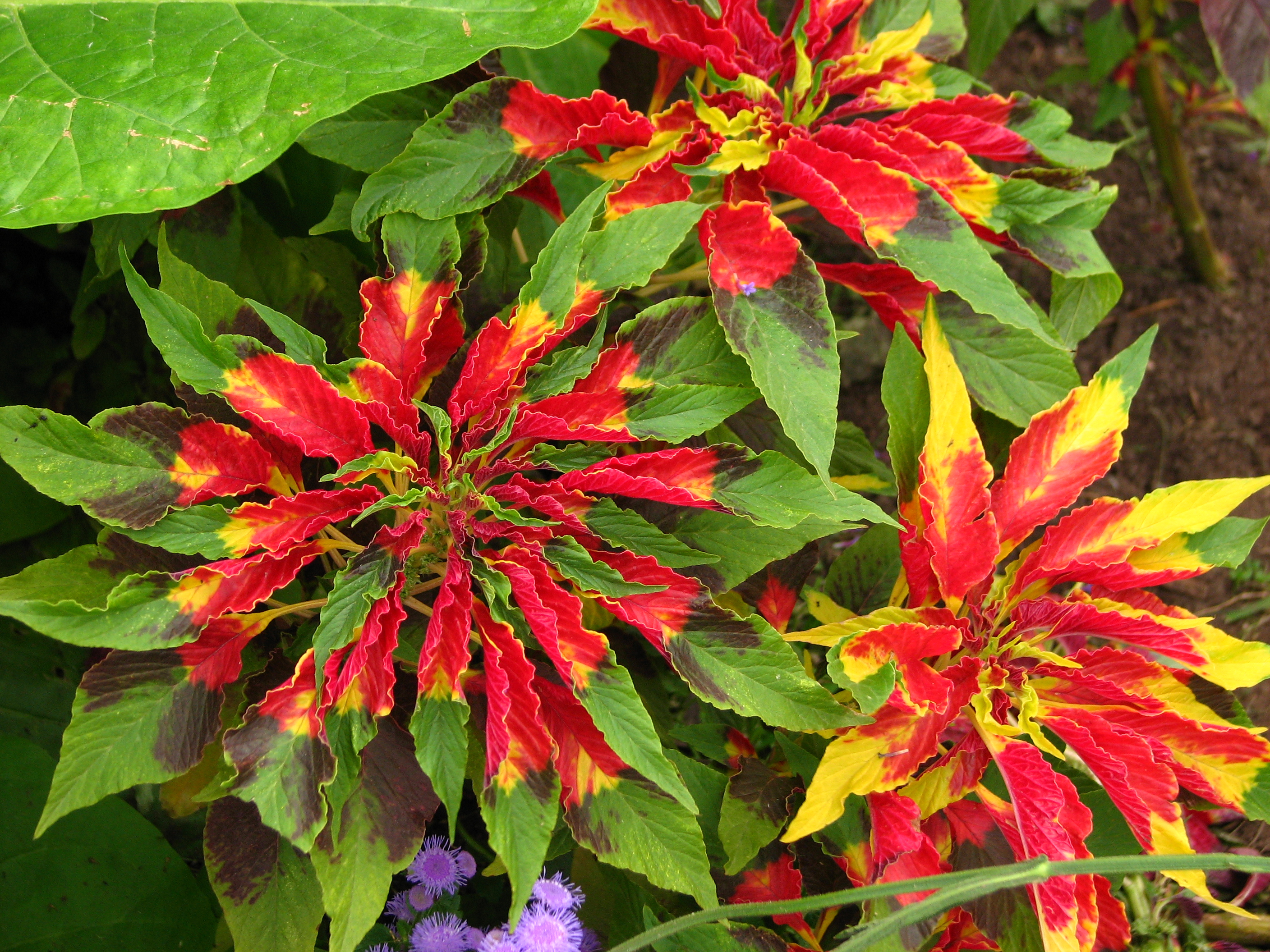
Amaranthus tricolor
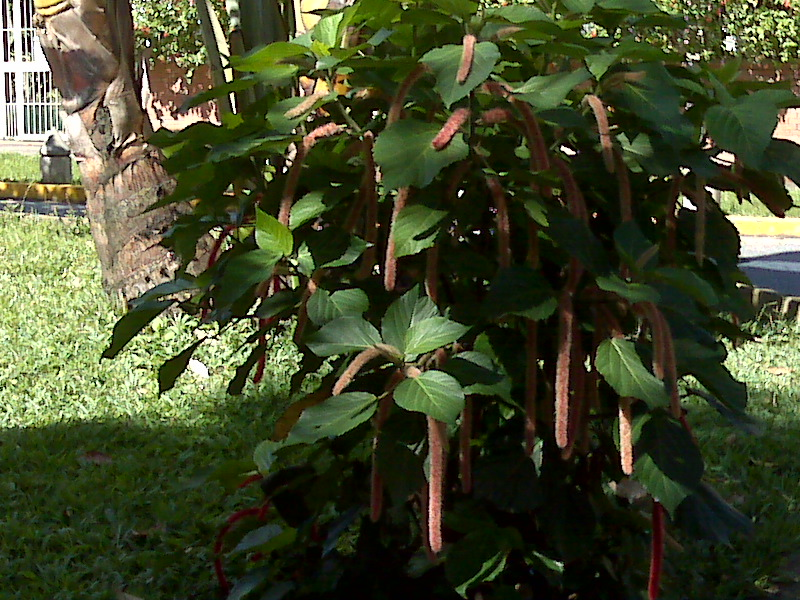
Amaranthus dubius
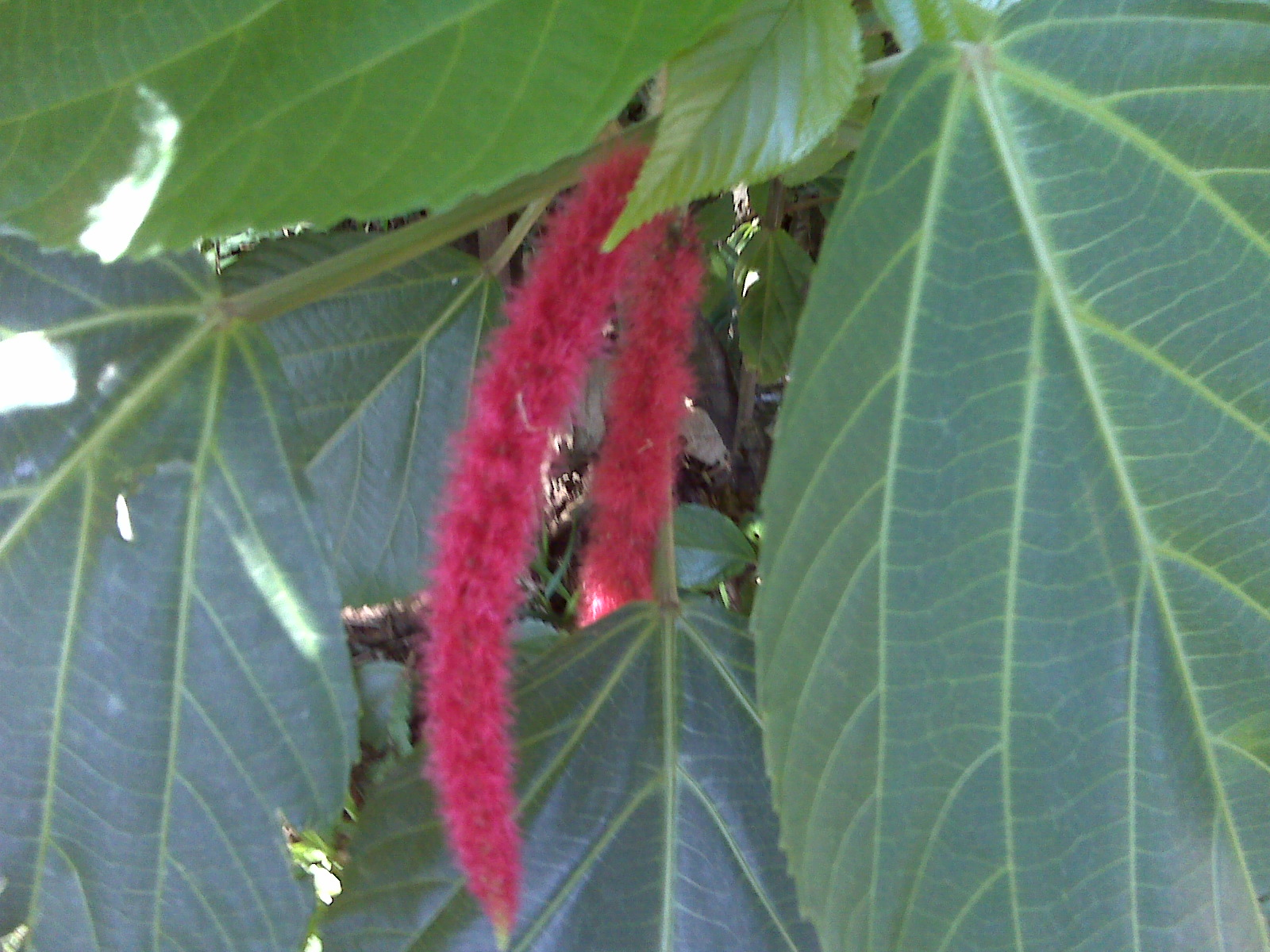
Amaranthus dubius
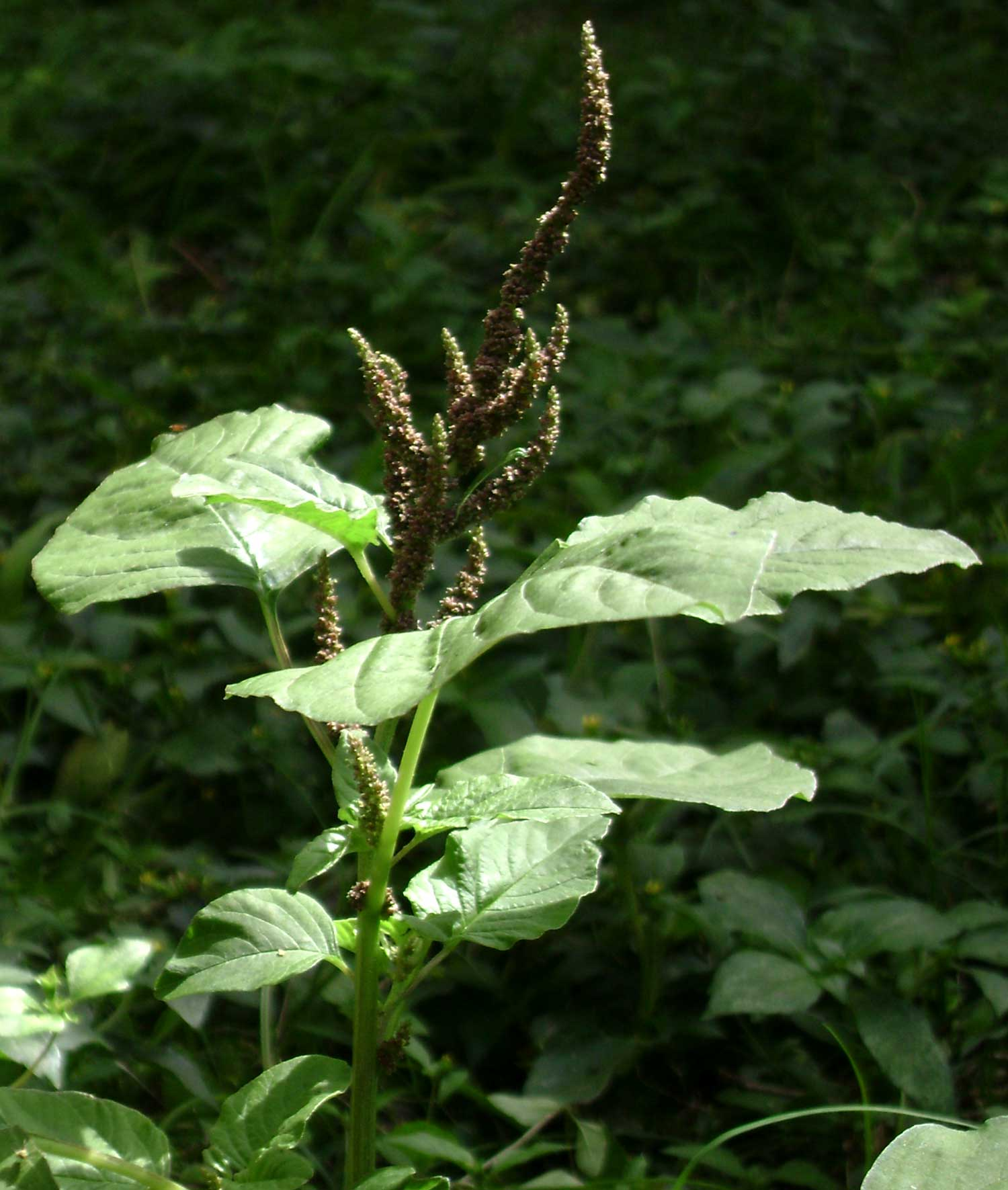
Amaranthus viridis
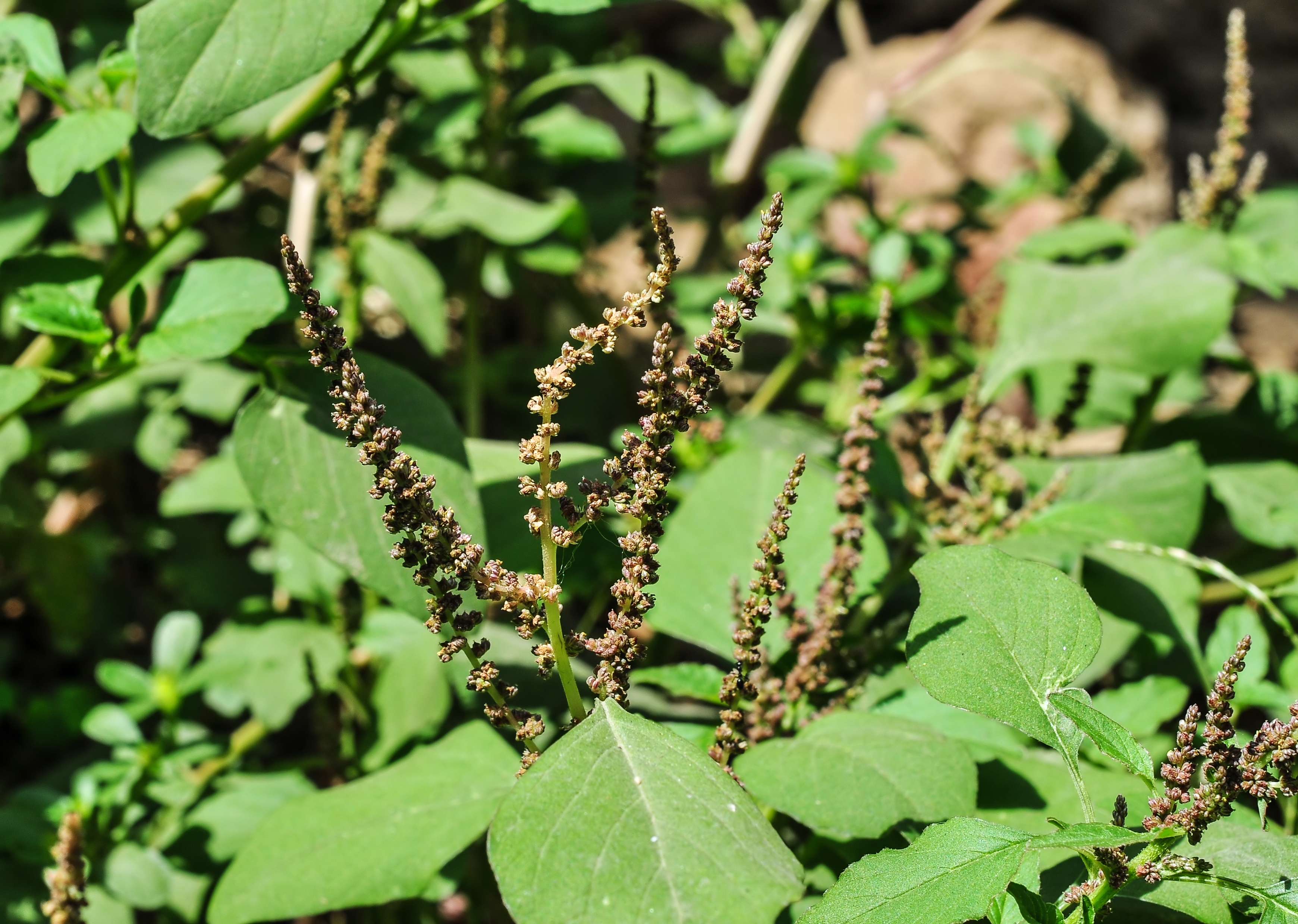
Amaranthus viridis
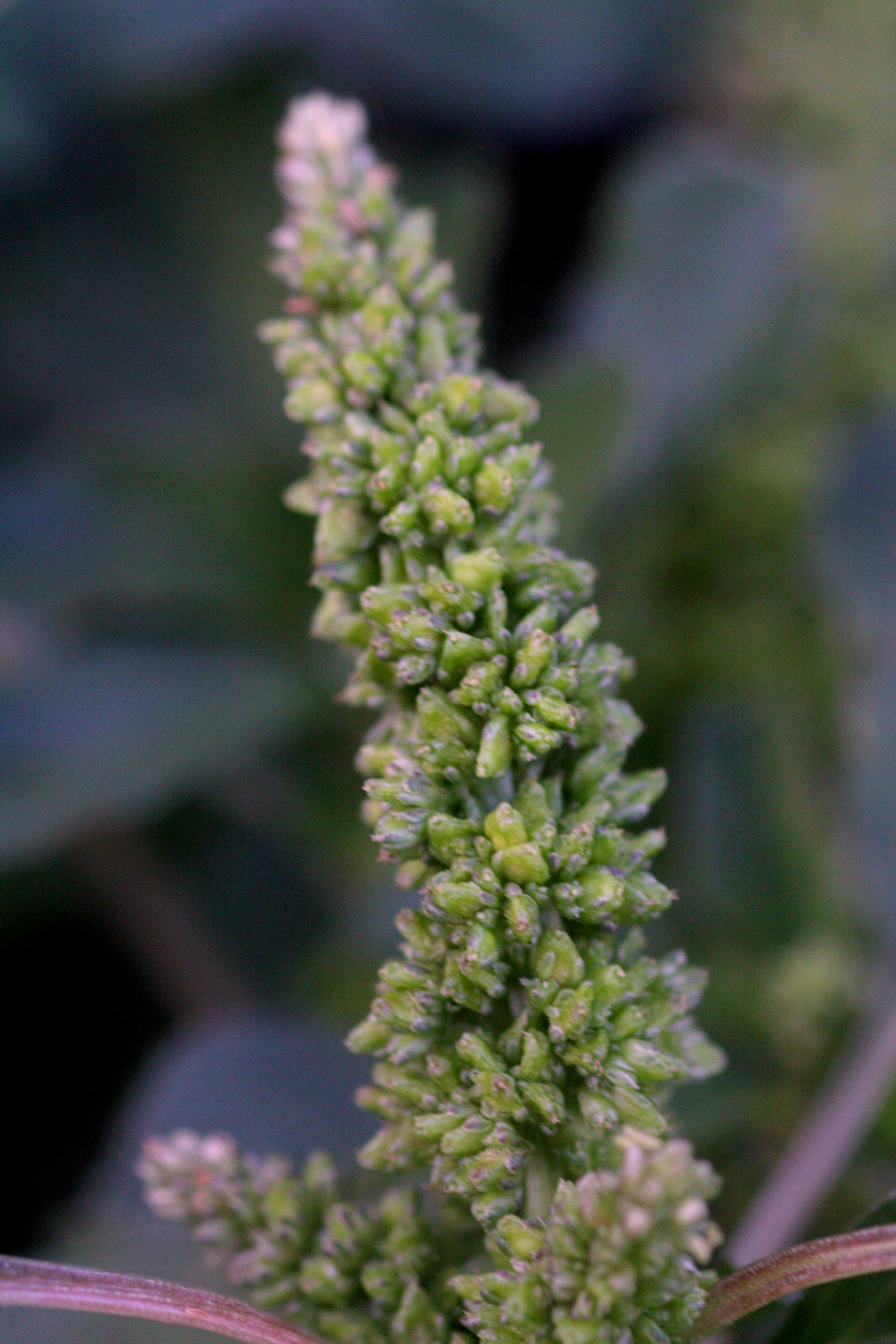
Amaranthus lividus (blitum)
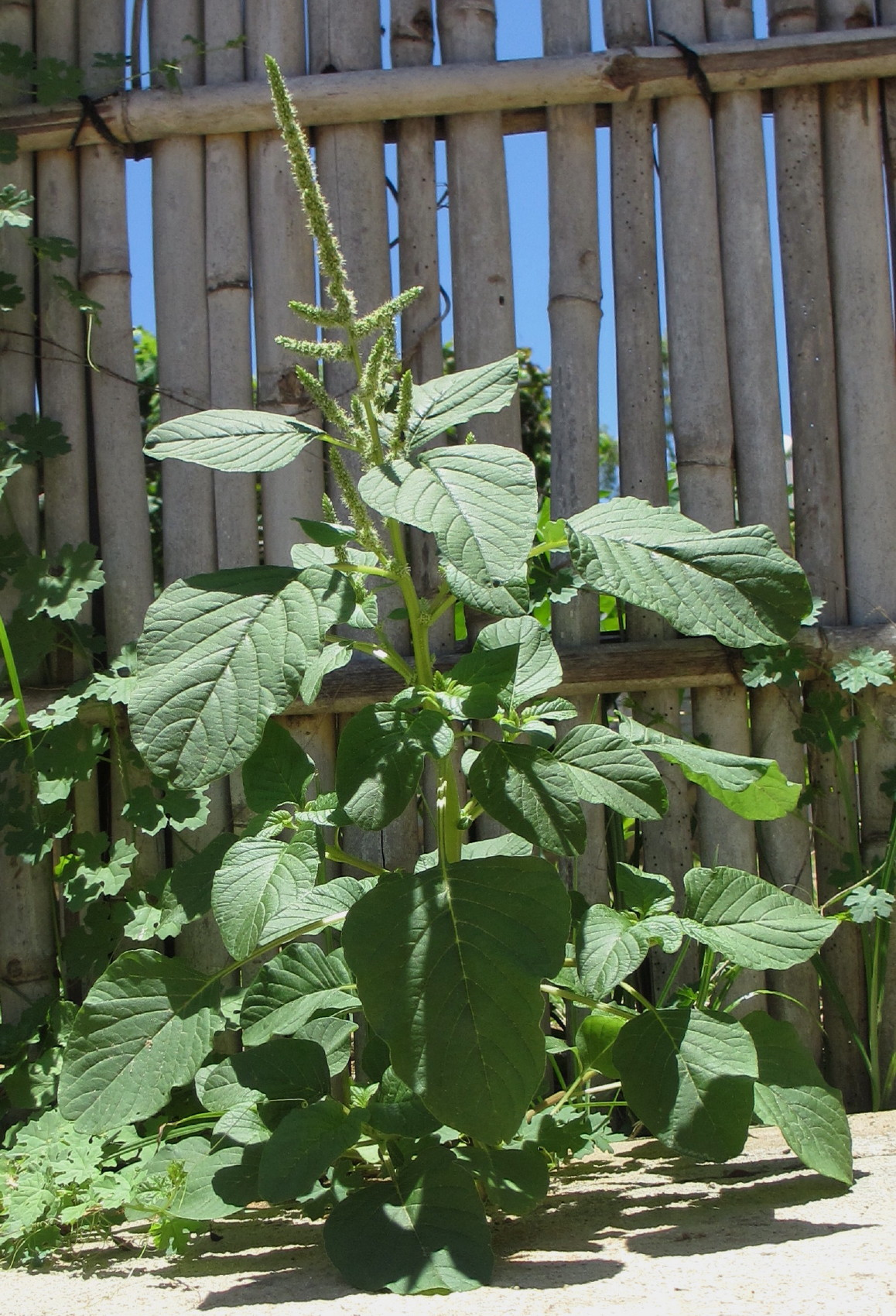
Amaranthus lividus (blitum)
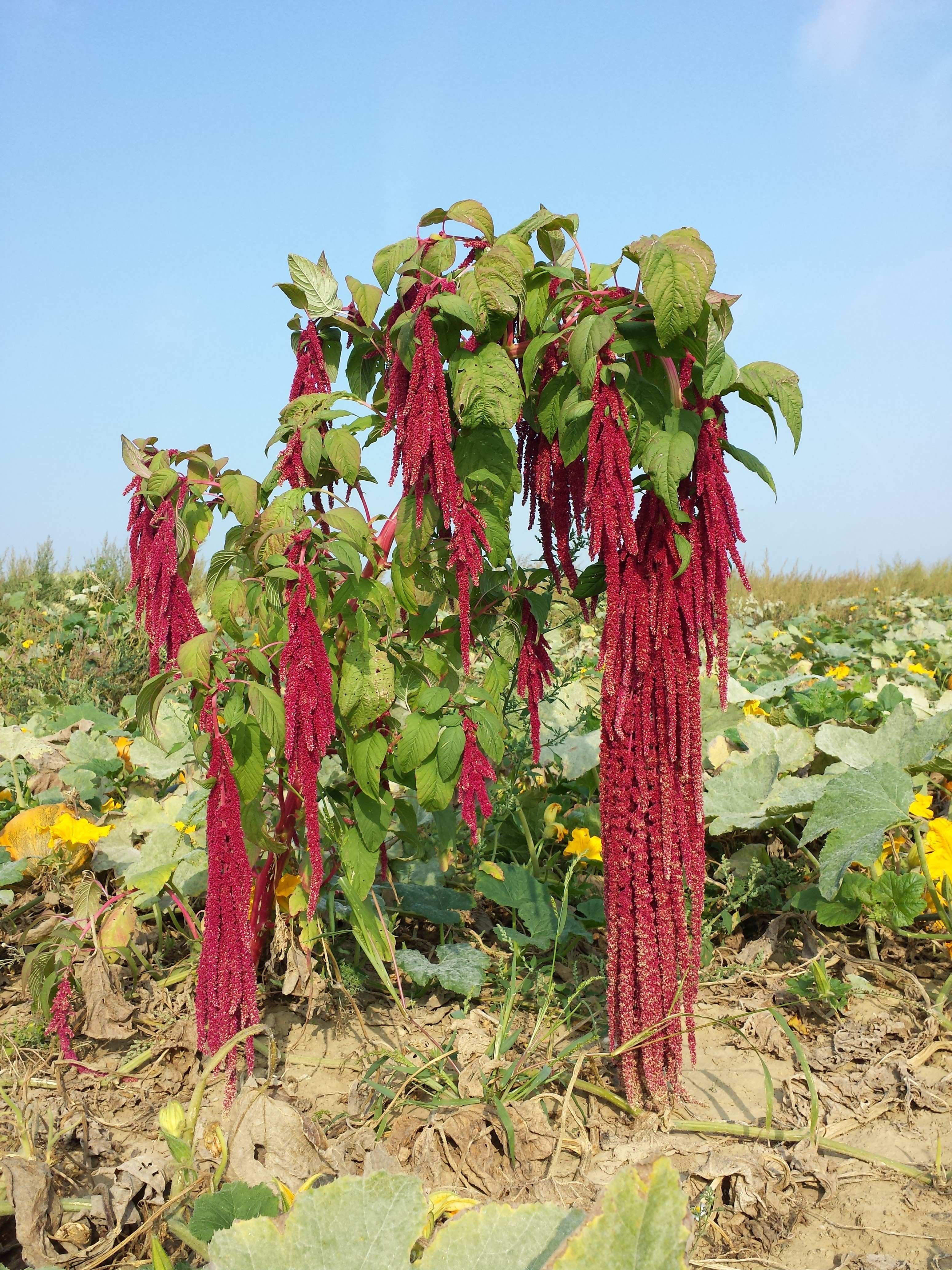
Amaranthus caudatus
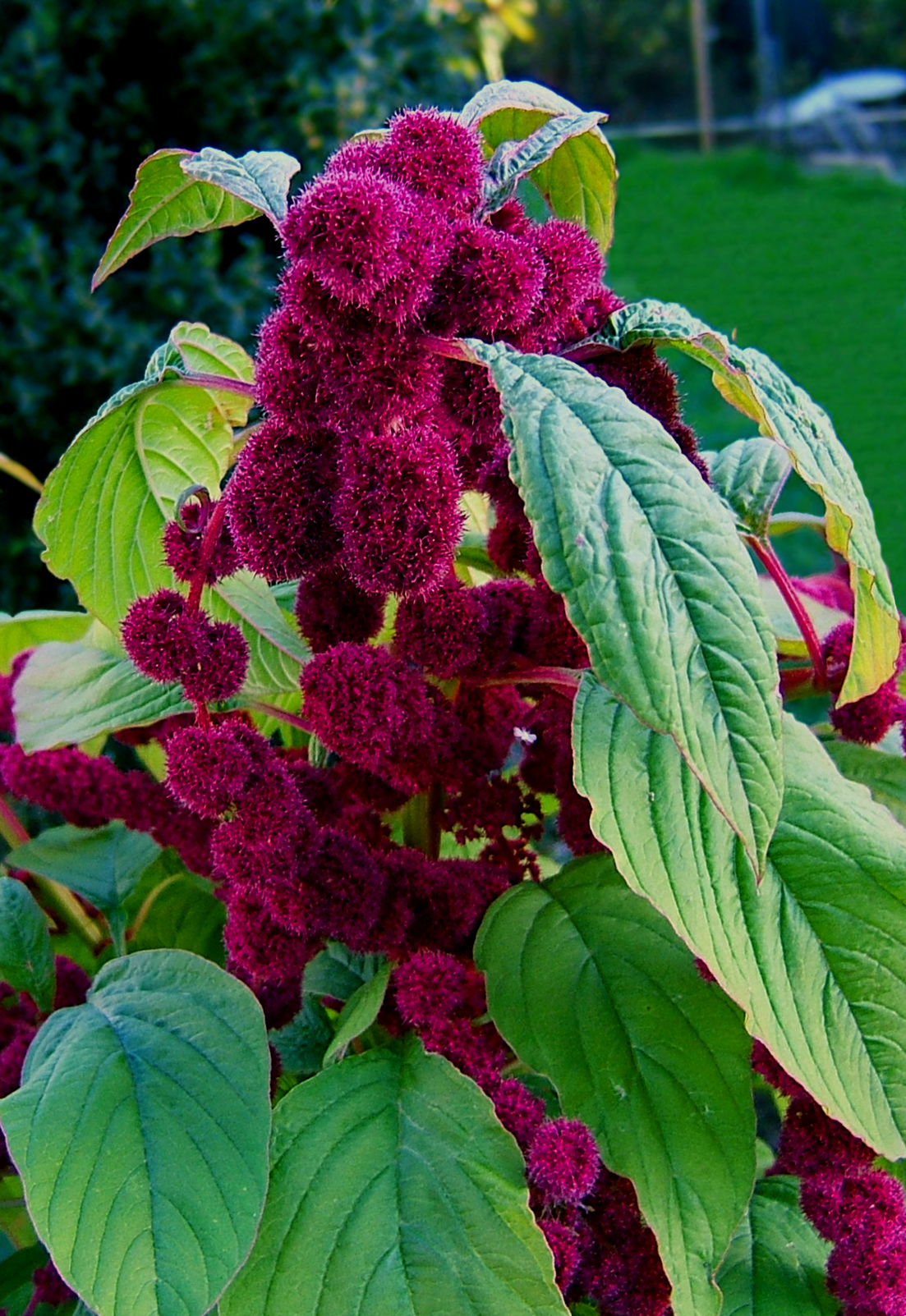
Amaranthus caudatus